# The Grand Madison
Le Grand Madison, à l'origine le Brunswick Building, est un immeuble de bureaux situé au 225 de la Cinquième Avenue à Manhattan, à New York, au nord du Madison Square Park. Le bâtiment fait partie du district historique de Madison Square North, un quartier classé monument historique de la ville de New York, et est situé dans le quartier connu sous le nom de NoMad (« NOrd of MADison Square »).

## Histoire
Le bâtiment de style néo-Renaissance est construit en briques dont les variations de couleur impriment un motif de rayures horizontales, magnifiquement souligné par le contraste des ornementations de pierre calcaire. « Sa composition inspirée des palais de la Renaissance italienne comporte des loggia à arcades sous une corniche impressionnante » ainsi qu'une façade en pierres de style rustique pour la base. Conçu par les architectes Francis Kimball et Harry Donnell, le Brunswick Building a été achevé en 1907.
La presse de l'époque a critiqué sa fonction commerciale « banale », qualifiant le bâtiment à son achèvement de « monument de vulgarité et de turpitude ». Le temps a considérablement amélioré la fortune critique du bâtiment. Une étude de l'Université Columbia de 1999, qui préfigurait son statut de monument historique, a fait l'éloge de la « brique multicolore de la structure, disposée selon un motif de stries discrètes, magnifiquement souligné par le contraste des ornementations de pierre calcaire ».

## Source de traduction
- (en) Cet article est partiellement ou en totalité issu de l’article de Wikipédia en anglais intitulé « The Grand Madison » (voir la liste des auteurs).